# Axé (genere musicale)

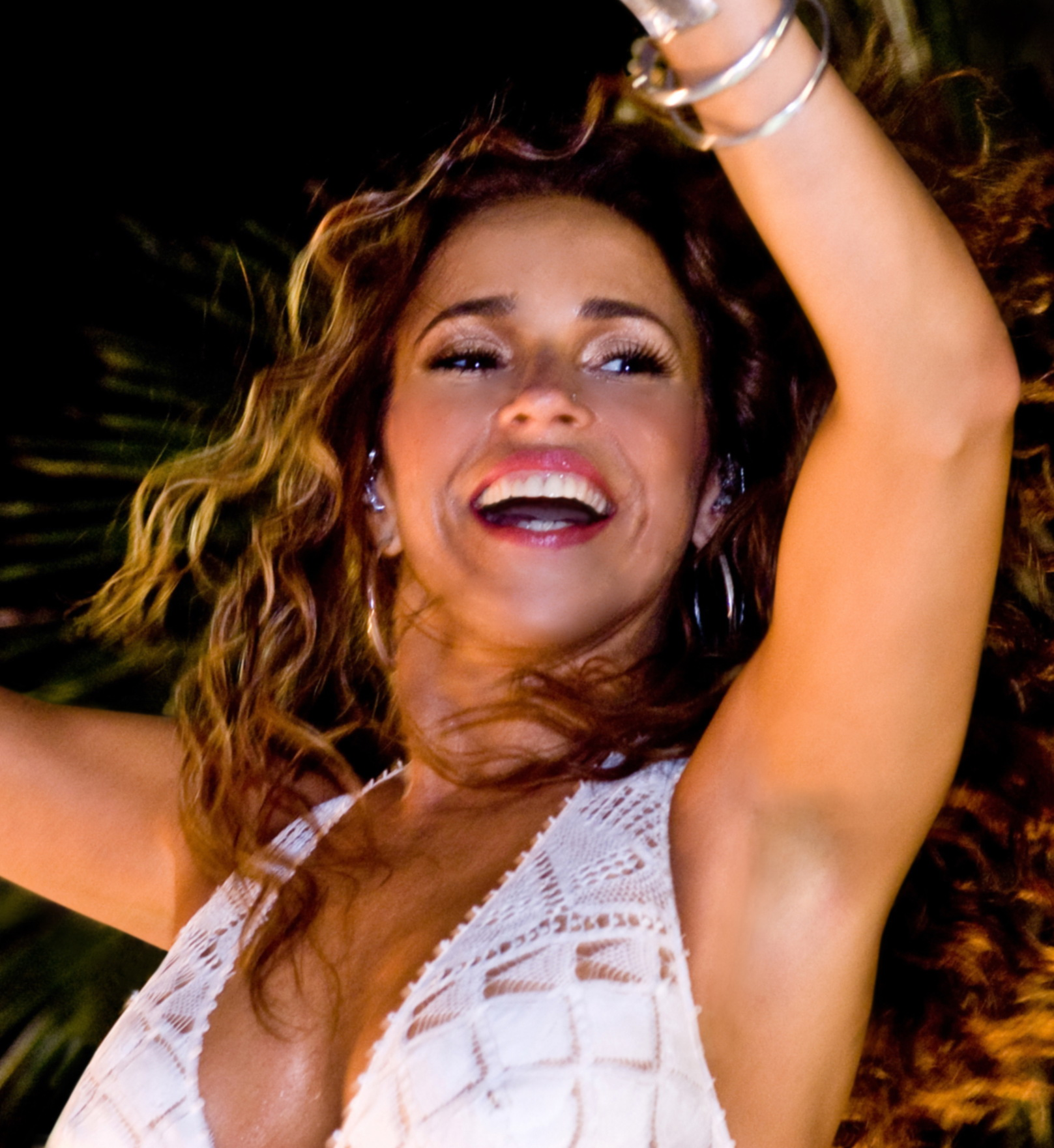
Con l'album O Canto da Cidade, Daniela Mercury (foto) è considerata la responsabile di aver portato l'Axé al pubblico brasiliano

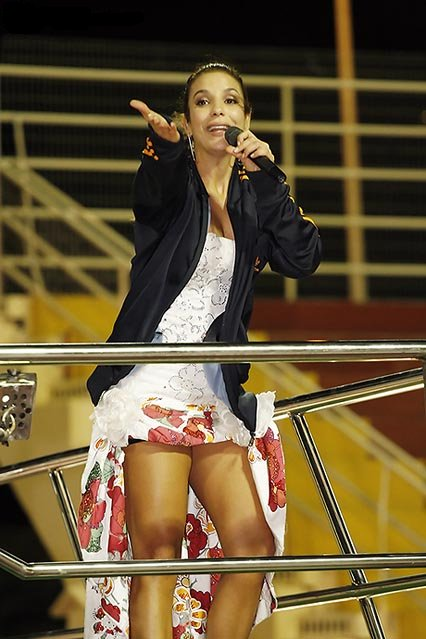
Ivete Sangalo è una delle cantanti di maggior successo della musica brasiliana

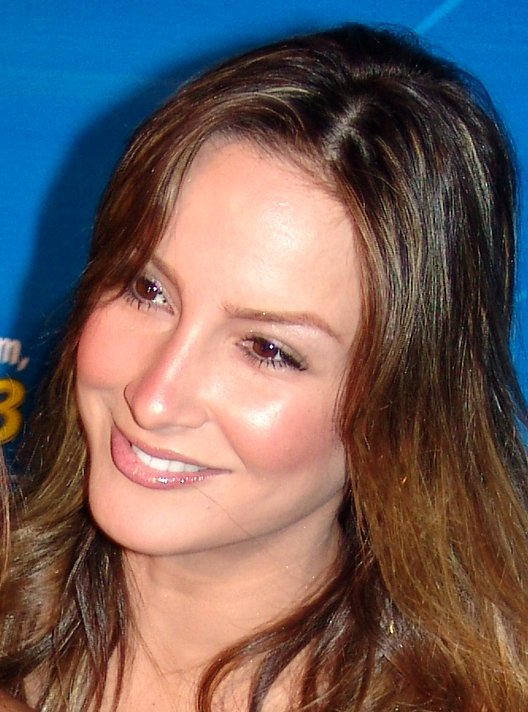
Claudia Leitte, ex-vocalista della banda Babado Novo, è una delle principali cantanti di axé

L’axé (pron. [aˈʃɛ]) è un genere musicale nato nello Stato brasiliano di Bahia negli anni '80, durante le manifestazioni popolari del carnevale di Salvador,  che mescola il frevo pernambucano, il forró, maracatu, reggae e calipso (che è derivato dal reggae). La parola axè è attualmente usata anche dai capoeristi come saluto e augurio di fortuna e prosperità.

## Origine del termine
Il termine axé music è spesso utilizzato erroneamente per designare tutti i ritmi dalle radici africane o dallo stile musicale di qualunque gruppo o artista che proviene da Bahia. Oggi si conosce, che non tutta la musica baiana è axé, poiché la ci sono gli olodum, con un ritmo da Africa del Sud, samba de roda e pagode prodotti da alcuni gruppi, il calipso viene dal pará e il samba-reggae che è una novità.
La parola axé è un saluto religioso usato nel candomblé e nell'umbanda e significa "energia positiva". Espressione corrente nel circuito musicale soteropolitano, e la è stata aggiunta la parola inglese musica dal giornalista Hagamenon Brito per formare un termine dispregiativo per la musica dance con aspirazioni internazionali.
Con l'impulso dei media, la musica axé si diffuse rapidamente in tutto il Paese (con la realizzazione di carnevali fuori stagione, come il micareta), e si rafforzò come industria, producendo successo tutto l'anno.

## Storia

### Chitarre elettriche
Le origini dell'Axé risalgono agli anni 1950, quando Adolfo Antônio Nascimento (alias Dodô) e Osmar Álvares de Macêdo iniziarono a suonare il frevo pernambucano con rudimentali chitarre elettriche, (battezzate chitarre baiane) sopra una Fobicaìì (una Ford 1929).
Nacque il trio elétrico, attrazione del carnevale baiano di cui Caetano Veloso richiamò l'attenzione nel 1968 con la canzone Atrás do trio elétrico. Più tardi. Moraes Moreira, dei Novos Baianos, ebbe l'idea di partecipare a un trio (che era solo strumentale) per cantare: fu il punto zero della musica axé. Parallelamente al movimento dei trio venne il proliferarsi dei blocchi-afros: Filhos de Gandhi (di cui Gilberto Gil faceva parte), Badauê, Ilê Aiyê, Muzenza, Araketu e Olodum.
Questi gruppi suonavano ritmi africani come il ijexá, brasiliani come il maracatu e il samba (gli strumenti provenivano dalle scuole di samba di Rio) e caraibici come il merengue.
Con il ritmo e le parole di Bob Marley nelle orecchie, gli Olodum crearono un ritmo proprio che mescolava axé, musica latina, reggae e anche musica africana, stile con forte carattere di affermazione della negritudine, che fece il successo a Salvador negli anni ottanta con artisti come Lazzo, Tonho Matéria, Gerônimo e Banda Reflexus. Le canzoni arrivavano al Sud-Est sui dischi nei bagagli di chi andava in vacanza a Bahia. Intanto, Luiz Caldas (del trio Tapajós) e Paulinho Camafeu ebbero l'idea di abbinare il frevo elettrico con lo ijexá. Nacque così il deboche, che rese ne 1986 il primo successo nazionale di quella scena musicale di Salvador: Fricote, registrato da Luiz Caldas.
La modernità delle chitarre si fondevano con le tradizioni dei tamburi in una miscela esplosiva. Una nuova generazione di stelle appare in Brasile: Lazzo, Banda Refleux (dal successo Madagascar Olodum), Sarajane, Cid Guerreiro (do Ilariê, registrato da Xuxa), Chiclete com Banana che veniva da una tradizione di gruppi di ballo, blocchi-afro e trio elétrico, Banda Cheiro de Amor (con Márcia Freire e Margareth Menezes, la prima ad attivare una carriera internazionale, con la benedizione di David Byrne leader del gruppo rock Talking Heads)). Poco tempo dopo gli Olodum saranno invitati dal cantante e compositore statunitense Paul Simon per registrare una partecipazione nel disco The Rhythm of The Saints.

### Imbardata[In questo contesto l'uso del verbo "imbardare" non ha senso.]dal frevo e pop rock
Quella nuova musica bahiana avanzerebbe maggiormente nella direzione del pop nel 1992, quando gli Araketu decisero di iniettare elettronica nei tamburi e il risultato fu il disco Araketu, registrato dall'etichetta inglese indipendente Seven Gates e pubblicato solo in Europa. Nello stesso anno, Daniela Mercury pubblicò O canto da cidade, e il Brasile si rese conto dell'axé. Aperta la porta, vennero Asa de Águia, Banda Eva (che nacque dal Blocco Eva e scoprì Ivete Sangalo), Banda Mel (che dopo si firmarono Bamdamel), Banda Cheiro de Amor, Ricardo Chaves e molti altri nomi.
L'esplosione commerciale dell'axé passo all'unanimità. Dorival Caymmi riprovò le sue qualità artistiche, Caetano Veloso approvò. Dai tentativi di incorporare il repertorio di gruppi pop rock, nacque il marcha-frevo, che trasformò successi come Eva (Successo italiano firmato Bigazzi/Tozzi, nella versione brasiliana dei Radio Taxi) e Me chama (Lobão) in maggior combustibile per la baldoria.
Dato che l'axé si rafforzava commercialmente, alcuni artisti hanno cercato alternative creative per la musica baiana. L'esempio più significativo furono i Timbalada, gruppo di percussionisti e vocalisti guidato da Carlinhos Brown (la cui musica Meia lua inteira scoppiò con la voce di Caetano), che venne per riscattare i Timbalada che da molto tempo erano relegati alle percussioni dei terreiros del Candomblé.
Parallelamente ai Timbalada, Brown pubblicò due dischi da solista,” Alfagamabetizado” (1996) e “Omelete Man” (1998), che con la sua autorevole incorporazione di varie tendenze del pop e dell'MPB alla musica baiana, ottenne grande riconoscimento all'estero.
Inoltre, sviluppò un lavoro sociale e culturale di rilievo nella popolazione della comunità bisognosa di Candeal, con la creazione di uno spazio culturale “ Candyall Guetho Square”, un gruppo di percussioni Lactomia (per la formazione di una nuova generazione di strumentalisti) e una scuola di musica Paracatum.
Nel frattempo, i nomi di successo della musica baiana si moltiplicavano: ai nomi allora conosciuti Banda Eva, Bandamel, Araketu (che nel 1994 vendette 200 000 copie del disco Araketu Bon Demais), Chiclete com Banana e Cheiro de Amor, si aggiunsero l'ex-Beijo Netinho e i gruppi Jammil e Uma Noites, Pimenta N´Ativa e Bragadá.

### Declino e ascesa del samba reggae
Dopo gli anni novanta la musica axé perdette forza in campo internazionale. Di questa forma, i generi musicali brasiliani, fino al medesimo pagode,  uscirono al successo massimo nelle radio, bar, ristoranti e club.
I ritmi che compongono il movimento del mercato musicale dell'axé continuarono a esistere, ma le pubblicazioni dei più famosi artisti dell'axé rimasero con poche vendite di dischi e di registrazioni ripetitive.
In aggiunta, nacque una nuova manifestazione musicale nello stato di Bahia che portò il samba alla volta della musica baiana, ma adesso non nella forma di samba-de-roda, ma un mix di samba, a volte pagode, unita alla melodia reggae della musica latina e alla presenza di carattere negritudine con i tamburi nella musica. Il samba-reggae, come è chiamato dagli artisti famosi, nonostante la sua origine baiana, non è considerato axé ma uno stile di MPB indipendente e innovativa.